# L'École des secrétaires
Pour plus de détails, voir Fiche technique et Distribution.
L'École des secrétaires (More Than a Secretary) est un film américain réalisé par Alfred E. Green, sorti en 1936.

## Synopsis
Carol Baldwin, la trentaine, travaille dans une école de secrétaires comme professeur. Un concours de circonstances indépendant de sa volonté la fait se présenter comme postulante pour la place de secrétaire particulière du directeur d'un magazine de santé, Fred Gilbert, un quadragénaire célibataire séduisant mais obtus et strict. Elle est choisie pour le poste. Carol ne tarde pas à s'amouracher de son patron, lequel ne voit en elle qu'une efficace secrétaire...

## Distribution
- Jean Arthur : Carol Baldwin
- George Brent : Fred Gilbert
- Lionel Stander : Ernest
- Ruth Donnelly : Helen Davis
- Reginald Denny : Bill Houston
- Dorothea Kent : Maizie West
- Charles Halton : Mr. Crosby
- Geraldine Hall : Enid

## Fiche technique
- Titre : L'École des secrétaires
- Titre original : More Than a Secretary
- Réalisation : Alfred E. Green
- Scénario : Dale Van Every, Lynn Starling  d'après Safari in Manhattan, une histoire écrite par Matt Taylor en 1936 dans le magazine Collier's
- Production : Everett Riskin (producteur associé)
- Société de production et de distribution : Columbia Pictures
- Musique : Dimitri Tiomkin (non crédité)
- Photographie : Henry Freulich
- Montage : Al Clark
- Direction artistique :
- Costumes :
- Pays de production : États-Unis
- Langue : Anglais
- Format : Noir et blanc - 35 mm - 1,37:1 - Son : Mono (Western Electric Noiseless Recording)
- Genre : Comédie sentimentale
- Durée : 77 min (1 h 20)
- Dates de sortie : 
  - États-Unis : 24 décembre 1936
  - France : 28 mai 1937